# Hôtel Le Meurice
Hôtel Le Meurice je pětihvězdičkový hotel v Paříži v 1. obvodu na adrese 228 Rue de Rivoli.

## Historie
Charles-Augustin Meurice (1738-1820), po kterém je hotel pojmenován, byl poštmistrem na trase Paříž-Calais. Od roku 1771 vlastnil hotel v Calais a chtěl v Paříži postavit luxusní hotel, zejména pro anglické turisty. Jeho první hotel se nacházel na Rue Saint-Honoré č. 233 v roce 1817. Dne 6. ledna 1835 získal podnikatel Bavoux pozemek na Rue de Rivoli, která byla stále ve výstavbě, a vystavěl zde hotel 15 let po smrti jeho jmenovce. Vzniklo zde 160 pokojů zařízených v nejvyšším soudobém standardu. Jeho exponovaná poloha na Rue de Rivoli, poblíž Place de la Concorde, naproti Tuilierským zahradám, nákupní ulici Rue du Faubourg Saint-Honoré, Place Vendôme s luxusními obchody a Louvre jej rychle proslavily. V roce 1905 byl hotel zrekonstruován za 9 milionů franků.

## Slavní hosté
V hotelu pobývala královna Viktorie během své státní návštěvy od 17. do 28 srpna 1855. Skladatel Petr Iljič Čajkovskij se zde ubytoval od 18. února do 12. března 1879 a pracoval na opeře Panna orleánská. Mezi 5. a 17 prosince téhož roku zde dokončil svůj 2. klavírní koncert. Dne 28. března 1918 napsal budoucí král Eduard VIII. milostný dopis své milence Fredě Dudley Wardové na hlavičkovém papíru hotelu. Král Jiří VI. a královna Elizabeth zde pobývali mezi 19. a 22. červencem 1938 během své státní návštěvy.
Pablo Picasso zde měl 12. července 1918 svatební hostinu s baletkou Olgou Khokhlovou, za svědka jim šel Jean Cocteau. Král Nikola I. si hotel vybral po své rezignaci a útěku 26. listopadu 1918 jako svou rezidenci. Také král Alfons XIII. zvolil hotel Meurice po svém sesazení z trůnu 14. dubna 1931 jako nový domov pod jménem vévoda Toledský a nastěhoval se sem s celou královskou rodinou. Vévoda z Windsoru a Wallis Simpsonová pobývali v hotelu poté, co Eduard 10. prosince 1936 abdikoval. Mezi další prominentní hosty ve 30. letech patřili Coco Chanel se svými módními přehlídkami, Rudyard Kipling nebo Franklin D. Roosevelt.
Za druhé světové války během okupace Paříže sídlilo v hotelu od června 1940 vojenské velitelství. Dietrich von Choltitz zde bydlel v pokoji č. 213.

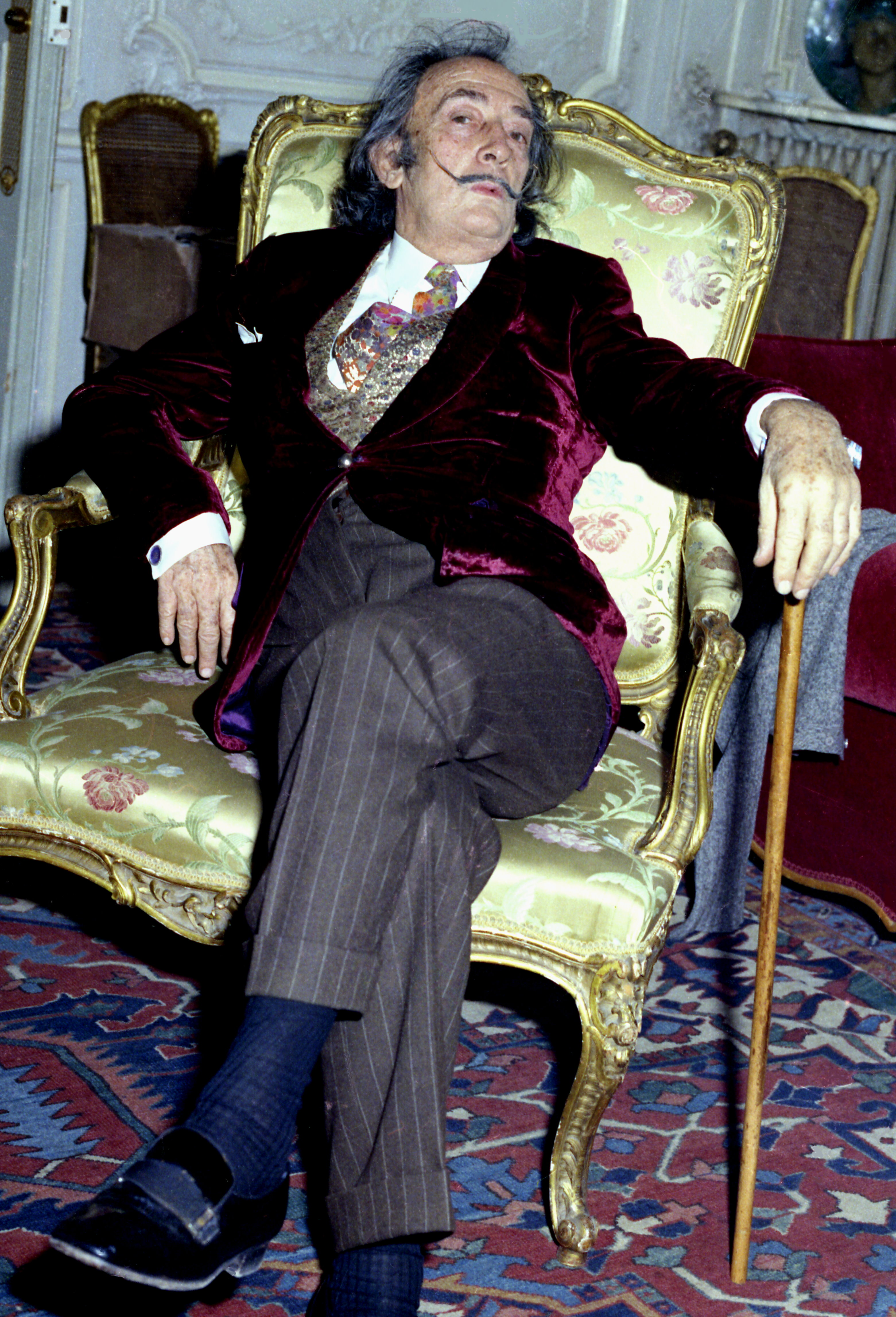
Salvador Dalí ve svém apartmá v Hôtel Le Meurice 1972, fotografie Allan Warren

Jedním z nejneobvyklejších hotelových hostů byl pravděpodobně Salvador Dalí, který v luxusním hotelu, kde vždy obýval apartmá č. 108 v prvním patře, trávil od roku 1950 minimálně jeden měsíc v roce. Často ale zůstával i po čtyři měsíce. Dalí zde takto pobýval do října 1976.
Když perský šáh Rezá Pahlaví pobýval v prezidentském apartmá, dorazila 16. ledna 1979 z Teheránu zpráva o tamní revoluci a jeho ztrátě moci.

## Hotel ve filmu
V hotelu se odehrává několik filmů, např. Paris brûle-t-il? (1966), Julia (1978), Mata Hari (1985), Angel-A (2006), Notre univers impitoyable 2008), Les Femmes de l'ombre (2008) nebo Půlnoc v Paříži (2011).

## Dnešní stav
Po první rekonstrukci dokončené v roce 1907 došlo k dalším renovacím v letech 1947, 1998 (znovu otevřen v červenci 2000) a 2007. Od března 2008 upravíl designér Philippe Starck hotel ve stylu „Dalího“.
Od května 1997 je hotel ve vlastnictví investičního fondu Brunejského sultanátu Brunei Investment Agency.
Jedná se o pětihvězdičkový hotel se 160 pokoji (včetně 42 apartmánů). Restaurace, kterou vede Alain Ducasse, byla oceněna dvěma hvězdičkami v průvodci Michelin. Největší apartmá (La Belle Étoile) má 297 m2, má čtyři ložnice a terasu o velikosti 250 m2 s 360stupňovým výhledem na Paříž.